# Oostersche Boerenpolder
De Oostersche Boerenpolder is een voormalig waterschap in de Nederlandse provincie Groningen.
Het schap lag ten noorden van Midwolda. De noordgrens lag bij de voormalige zeedijk van 1626, 900 meter ten noorden van het Koediep; de oostgrens bij de Nieuw Landseweg; de zuidgrens lag iets ten noorden van de Oudlandseweg; en de westgrens lag 700 m westelijk van de Nieuw Landseweg. De molen sloeg uit op het Koediep, dat door de polder liep. Om de beide delen te verbinden, lag onder het diep een onderleider. 
Waterstaatkundig gezien ligt het gebied sinds 2000 binnen dat van het waterschap Hunze en Aa's.